# Hans Hecht (Sprachwissenschaftler)
Hans Paul Jakob Hecht (* 16. Juli 1876 in Mannheim, Baden; † 8. Februar 1946 in Berlin) war ein deutscher Sprachwissenschaftler (Anglist).

## Familie
Hecht war der älteste Sohn des jüdischen Juristen, Kaufmanns und Bankiers Felix Hecht (* 27. November 1847 in Friedberg; † 18. Oktober 1909 in Weimar) und dessen Ehefrau Helene Hecht (* 19. August 1854 in Mainz; † 22. oder 24. Oktober 1940 an unbekanntem Ort), geb. Bamberger. Hans Hecht hatte drei jüngere Brüder, August (* 24. Mai 1878; † 30. Dezember 1879), Rudolf Ludwig (* 31. Oktober 1880; † 1959) und Arnold Robert (* 12. August 1885; † 2. April 1886), von denen zwei im Baby- bzw. Kleinkindalter verstarben.
Sein Vater war 1871 auf Empfehlung von dessen Professor Johann Caspar Bluntschli Gründungsdirektor der Rheinischen Hypothekenbank und der Pfälzischen Hypothekenbank in Ludwigshafen am Rhein. 1875 heirateten seine Eltern. Zu den Gästen der Familie, die in Mannheim seit 1892 eine repräsentative Villa besaß, zählten der Komponist Johannes Brahms und der Maler Franz von Lenbach. Letzterer fertigte Gemälde für die Familie Hecht, die sich heute im Mannheimer Reiss-Engelhorn-Museum befinden. In der Villa Hecht befindet sich heute eine psychiatrische Tagesklinik.
Seine Mutter wurde 86-jährig in der Nacht vom 21. auf den 22. Oktober 1940 durch die Polizei abgeholt, um in das französische Internierungslager Gurs deportiert zu werden. Das geplante Ziel erreichte sie nicht lebend.
Hans Hecht war verheiratet und hatte zwei Kinder, den Sohn Hans und die Tochter Rosemarie.

## Schule und Studium
Hans Hecht besuchte bis zur Reifeprüfung in Mannheim die Schule. Im Anschluss daran studierte er zunächst Geschichte an der University of Oxford, dann an der Universität Heidelberg und an der Universität Berlin mit dem Schwerpunkt Englische Philologie. Im Jahr 1900 promovierte er dort und leistete danach als Einjährig-Freiwilliger seine Wehrpflicht ab. Danach hielt er sich zwischen 1901 und 1902 erneut zu einem Studienaufenthalt in Großbritannien auf und ging dann in die Schweiz nach Bern.

## Berufliche Entwicklung
Im Jahr 1905 habilitierte er sich an der Universität Bern, wo er als Privatdozent lehrte. Danach wechselte er 1909 als außerordentlicher Professor an die Universität Basel, wo er 1911 ein persönliches Ordinariat erhielt, auf das im Sommer 1912 ein ordentliches Ordinariat folgte.
Obwohl er im Deutschen Reich nicht kriegsverpflichtet war, kehrte er aus patriotischer Empfindung heraus mit Beginn des Ersten Weltkrieges dorthin zurück und diente als Freiwilliger im 2. Nassauischen Feldartillerie-Regiment Nr. 63 „Frankfurt“, in dem er schon in Friedenszeiten regelmäßig gedient hatte. Eingesetzt war er u. a. bei der Schlacht um Verdun (1916), den Stellungskämpfen an der Putna und am Sereth (1917) und den Abwehrschlachten zwischen Cambrai und St. Quentin (1918). Mit dem Eisernen Kreuz (EK II und EK I) sowie österreichisch-ungarischen Orden ausgezeichnet, wurde er als Hauptmann der Reserve entlassen und kehrte 1919 nach Basel zurück.
Deutsch-national eingestellt, rief er seine Studenten im Jahr 1923 zum Widerstand gegen die Ruhrbesetzung durch französische Truppen auf.
1922 erhielt er einen Ruf an das Seminar für Englische Philologie der Georg-August-Universität nach Göttingen, dem er folgte. Dort war er Nachfolger des 1921 emeritierten Lorenz Morsbach, der auf den ersten Lehrstuhlinhaber Alois Brandl (ab 1888) gefolgt war. Hecht war ein Schüler Brandls gewesen. 
Wie sein Vorgänger Morsbach bemühte sich Hecht um einen guten Kontakt zu den Englisch unterrichtenden Lehrern an Schulen.
Anfang der 1930er Jahre suchte er wiederholt das von Martin Luserke geleitete reformpädagogische Landerziehungsheim Schule am Meer auf der ostfriesischen Nordseeinsel Juist auf und hielt dort Seminare ab. An diesem Internat wurde u. a. das Darstellende Spiel Luserkes betrieben, auch in englischer und französischer Sprache.
Die Machtabtretung an die Nationalsozialisten begrüßte Hecht, doch geriet sein Status als so bezeichneter „Halbjude“ rasch in deren Fokus. Durch seinen Einsatz als Frontsoldat wurde er nach den Maßstäben des Gesetzes zur Wiederherstellung des Berufsbeamtentums nicht sofort aus dem Amt entfernt, weil er unter die Bestimmungen des darin enthaltenen Paragraphen 3 (Frontkämpferklausel) fiel.
Unter dem Eindruck des NS-Boykotts jüdischer Gewerbebetriebe legte er im April 1933 seine Ämter in der akademischen Selbstverwaltung nieder, so sein Amt in der Kommission der Göttinger Universitätsbibliothek und das Amt in der Gebührenstelle für Studenten. Ab dem Frühjahr 1934 jedoch sah er sich vermehrt Anfeindungen innerhalb der Hochschule ausgesetzt. Sowohl Kollegen als auch die dortige Sektion des NS-Studentenbundes versuchten, seine untadelige Reputation durch Denunziation zu zerstören. Insbesondere ein Kollege, der Privatdozent für Anglistik, Georg Weber, lancierte eine antisemitische Hetze gegen Hecht. Weber, der als nur mäßig begabt galt, hatte seine Habilitation 1931 maßgeblich Hechts Fürsprache zu verdanken gehabt. Die Göttinger Kollegen halfen Hecht in keiner Weise.
Im April 1934 hielt er im Verlauf der Jahrestagung der Deutschen Shakespeare-Gesellschaft einen Vortrag zum Thema Shakespeare in unserer Gegenwart. Dieser Vortrag wurde offenbar als Grund einer gegen ihn gerichteten Denunziation genutzt, die ihm vorwarf, er habe sich die Deutsche Shakespeare-Gesellschaft gleichgeschaltet. Dagegen setzte er sich gegenüber dem Leiter des örtlichen Kreispersonalamts, Heinrich Büsselmann, schriftlich zur Wehr. Dieser war dem Gaupersonalamt für die politische Beurteilung verantwortlich.
Gegenüber dem Gaupersonalamt machte Büsselmann deutlich, dass Hecht in seiner Amtsführung untadelig sei, sein Verhältnis zu Studenten und Hörern mustergültig. Als „Judenstämmling“ werde er jedoch „rassisch“ und somit auch „weltanschaulich“ abgelehnt. Es stehe außer Zweifel, dass er für die nationalsozialistische Bewegung als Leiter des Seminars für Englische Philologie der Universität oder als Professor „untragbar“ sei.
Am 3. September 1934 wurde Hecht die Prüfungsberechtigung entzogen, Vertreter der Fachschaft machten gegen ihn Stimmung, bis Hechts Proseminar Anfang November 1934 boykottiert wurde. Sein am 13. Dezember 1934 eingereichter Antrag auf Beurlaubung aus gesundheitlichen Gründen und zur Erledigung lange aufgeschobener wissenschaftlicher Arbeit wurde abgelehnt. Dekan Hans Plischke und Rektor Friedrich Neumann wollten stattdessen seine vorzeitige Emeritierung erreichen. Dazu setzten sie Störaktionen als Druckmittel ein, bei denen Studenten in SA-Uniformen agierten. Eine geplante Vortragsreise in die Schweiz wurde Hecht im Januar 1935 nicht bewilligt.
Hecht stellte am 15. März 1935 einen Antrag auf Emeritierung. Dennoch konnte er von Mitte Juni bis Mitte August 1935 nach Bewilligung eine Studienreise nach Schottland unternehmen. Als Hechts Nachfolger wurde per 31. Juli 1935 Hans-Oskar Wilde berufen. Hechts Versuch, an die Universität Basel zurückzukehren, scheiterte.
Im Frühjahr 1936 wurde er zum Austritt aus der Deutschen Shakespeare-Gesellschaft genötigt.
Von Göttingen zog er nach Berlin-Charlottenburg, wo er aufgrund seiner „arischen“ (NS-Diktion) Ehefrau zunächst relativ geschützt war. Im Juli 1938 beantragte er beim Kurator der Universität Göttingen, eine Reise in die Vereinigten Staaten durchführen zu dürfen, um dort eine akademische Tätigkeit zu finden. Dieser war dazu bereit, die Auswanderung zu unterstützen, doch gab es Devisenprobleme.
Hecht setzte auch weiterhin auf seine Rehabilitierung als deutsch-national fühlender ehemaliger Frontkämpfer. Beispielsweise lehnte er es zum Ärger seiner Ehefrau ab, die Option einer Lehrtätigkeit im britischen Mandatsgebiet Palästina (Tel Aviv) Ende 1939/Anfang 1940 anzunehmen. Stattdessen meldete sich Hecht nach Kriegsausbruch bis April 1940 vier Mal bei Militär- und Zivilbehörden, um dienstverpflichtet zu werden, jeweils ohne Erfolg. Von guten Freunden versteckt und immer wieder rechtzeitig vor Razzien gewarnt, überlebte Hecht das Dritte Reich, ohne zu emigrieren.
Nach Kriegsende war Hecht als Deutschlehrer für US-amerikanische Offiziere tätig. Außerdem leitete er Vorkurse, die auf den Besuch einer Universität vorbereiteten. Die Philosophische Fakultät der Universität Göttingen unter dem Dekanat von Herbert Schöffler leitete Hechts Rehabilitierung ein, zu der es jedoch nicht mehr kam. Der Umstand, dass er nach Kriegsende im Ostteil Berlins wohnte, könnte die Angelegenheit verzögert haben. Er verstarb in einem Berliner Krankenhaus an einer Wundinfektion.

## Engagements (Auswahl)
Hecht förderte die von dem Shakespeareforscher Martin Luserke gegründete und geleitete reformpädagogische Schule am Meer auf der Nordseeinsel Juist, in deren Theaterhalle, die in Deutschlands Schullandschaft einzigartig war, u. a. englischsprachige Bühnenstücke im Stile des Shakespeareschen Allround-Theaters aufgeführt wurden.

## Mitgliedschaften (Auswahl)
- Deutsche Shakespeare-Gesellschaft

## Veröffentlichungen
- Die Sprache der altenglischen Dialoge Gregors des Grossen: Die Vokale der Stammsilben in den HSS. C und O., Inaugural-Dissertation, Kaiser-Friedrichs-Universität Berlin. Mayer & Müller, Berlin 1900.
- Bischofs Wærferth von Worcester Übersetzung der Dialoge Gregors des Grossen Über das Leben und die Wunderthaten italienischer Väter und über die Unsterblichkeit der Seelen. Wigand, Leipzig 1900.
- mit Walter Pater: Plato und der Platonismus – Vorlesungen. Diederichs, Jena u. a. 1904.
- Songs from David Herd's manuscripts. Hay, Edinburgh 1904.
- Thomas Percy und William Shenstone. Ein Briefwechsel aus der Entstehungszeit der Reliques of ancient English poetry. Trübner, Strassburg 1909.
- Robert Burns – The Man and his Work. Alloway Publishing Ltd., East Ayrshire 1989. ISBN 978-0907526513.
- Robert Burns – Leben und Wirken des schottischen Volksdichters. Winter, Heidelberg 1919.
- als Hrsg.: Bibliothek der angelsächsischen Prosa, 1912.[23], Arkose Press 2015. ISBN  978-1345515770.
- Daniel Webb. Ein Beitrag zur englischen Ästhetik des achtzehnten Jahrhunderts. Grand Hamburg 1920.
- Das 2. Nass. Feldartillerie-Regiment Nr. 63 Frankfurt im Weltkriege (bis zur Somme-Schlacht 1916). C. Adelmann, Frankfurt am Main 1924.
- Briefe aus G. Chr. Lichtenbergs englischem Freundeskreis. Aus den Handschriften des Lichtenberg-Archivs. Pellens, Göttingen 1925.
- Das elisabethanische Drama bis zum Auftreten Shakespeares, in: M. Wolff (Hg.), »Shakespeares Werke«, Bd. 22, Insel, Leipzig 1925.
- als Hrsg.: Studien zur englischen Philologie, Periodikum, 1926–1935.
- mit Levin Ludwig Schütting: Die englische Literatur im Mittelalter. Akademische Verlagsanstalt Athenaion, Wildpark-Potsdam 1927.
- Thomas Platters des Jüngeren Englandfahrt im Jahre 1599 nach der Handschrift der Öffentlichen Bibliothek der Universität Basel. Niemeyer, Halle an der Saale 1929.
- mit Wilhelm Wetz: Die Lebensnachrichten über Shakespeare mit dem Versuch einer Jugend- und Bildungsgeschichte des Dichters. Carl Winters Universitätsbuchhandlung, Heidelberg 1912.
- Schottische Balladensammler aus dem Kreise F. J. Childs. Weidmann, Berlin 1930.
- als Hrsg. mit Lorenz Morsbach: Friedrich Dubslaff: Die Sprachform der Lyrik Christina Rossettis, in: Studien zur englischen Philologie. Heft LXXVII. Max Niemeyer Verlag, Halle an der Saale 1933.
- T. Percy, R. Wood und J. D. Michaelis. Ein Beitrag zur Literaturgeschichte der Genieperiode. Kohlhammer, Stuttgart 1933.